# セメント協会
一般社団法人セメント協会（セメントきょうかい）は、セメント関連の業界団体である。英語名は、Japan Cement Association、略称は「JCA｣。元経済産業省製造産業局所管

## 概要
主な目的
セメントの生産・流通及び消費に関する調査、セメント・コンクリートに関する学術的・技術的調査、試験及び研究、関連行政機関への要望など。
沿革
1948年（昭和23年）2月 - 協会設立（11月法人認可）
代表者（会長）
諸橋 央典（住友大阪セメント株式会社 代表取締役社長）
本部所在地
東京都 中央区 新富2丁目15番5号
会員（計16社）
八戸セメント株式会社、日鉄高炉セメント株式会社、日鉄セメント株式会社、東ソー株式会社、株式会社トクヤマ、琉球セメント株式会社、苅田セメント株式会社、太平洋セメント株式会社、敦賀セメント株式会社、株式会社デイ・シイ、デンカ株式会社、麻生セメント株式会社、ＵＢＥ三菱セメント株式会社、明星セメント株式会社、日立セメント株式会社、住友大阪セメント株式会社